# Frank Wijngaarde
Frank Wijngaarde (Aruba, 14 augustus 1939 – Paramaribo, 8 december 1982) was een Nederlands journalist die in Suriname woonde en werkte.

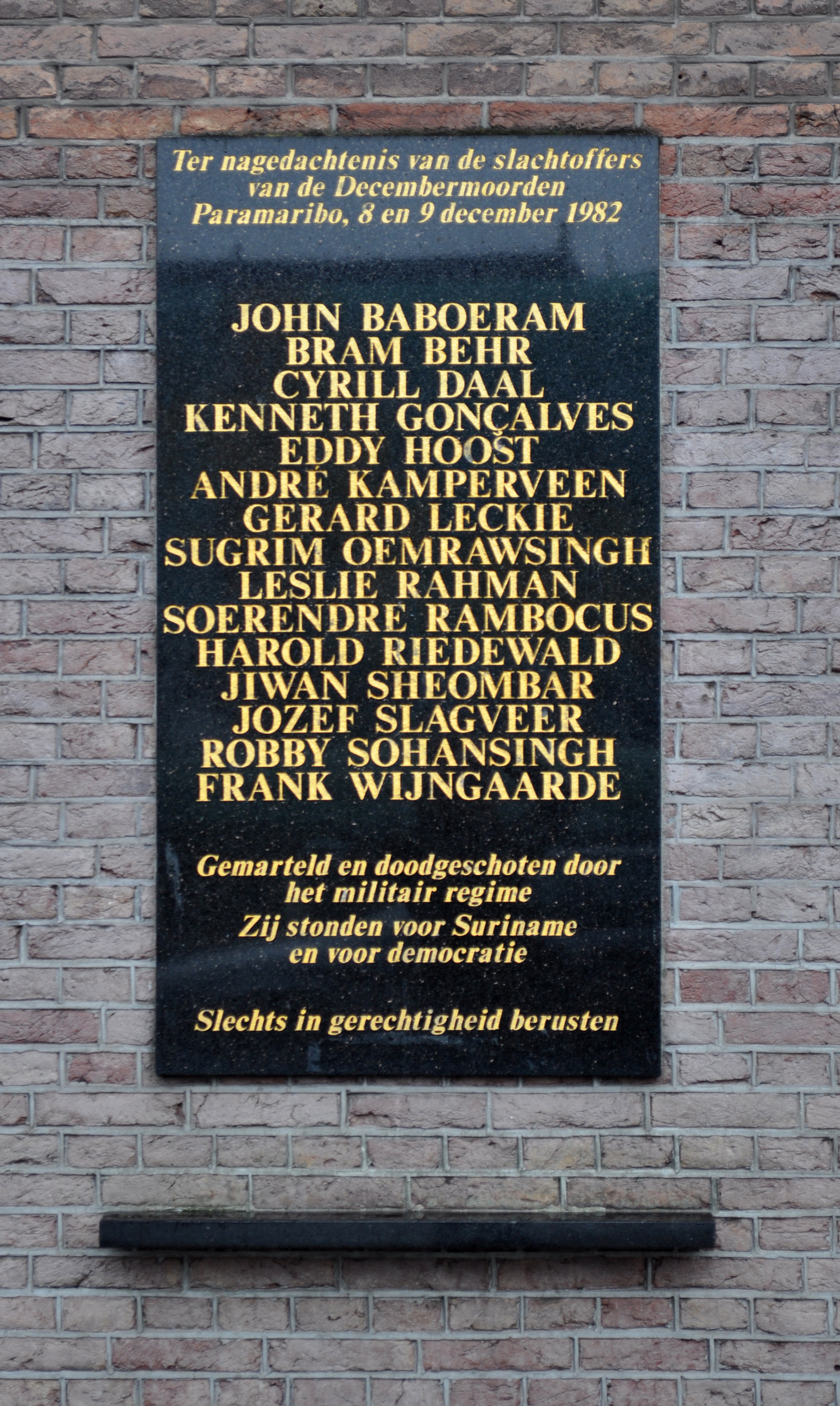
Herdenkingsplaquette in Amsterdam met de namen van de slachtoffers van de Decembermoorden

In zijn jeugd was hij geïnteresseerd in politiek en zat hij samen met onder meer Baal Oemrawsingh en Nizaar Makdoembaks in het bestuur van de Surinaamse Jongeren Vereniging 'Manan' in Den Haag. Hij werkte in Nederland op de opmaakredactie van het Algemeen Handelsblad en studeerde later politicologie. In 1975 keerde hij terug naar Suriname waar hij verder werkte als journalist.
In 1982 was hij journalist bij het Surinaamse radiostation ABC en was door zijn reportages een bedreiging geworden voor het militaire bewind. In de vroege ochtend van 8 december 1982 werden zestien tegenstanders van het militaire regime in Suriname gevangengenomen en daarop mishandeld. Vijftien van hen werden vermoord door militairen op het terrein van Fort Zeelandia. Wijngaarde was de enige met de Nederlandse nationaliteit die werd vermoord. Fred Derby was de enige overlevende van de groep.
Toen de militaire autoriteiten enkele dagen later het lichaam vrijgaven constateerden waarnemers bij hem een kaakfractuur, naar binnen geslagen tanden en kogel- en schotwonden in zijn gezicht. Zijn vader Edgar Wijngaarde, oud-minister van Financiën van Suriname, kreeg twee uur de tijd om een begrafenis te regelen. Na deze spoedbegrafenis op de begraafplaats Annette's Hof te Paramaribo, vluchtte hij meteen naar Nederland waar hij op 70-jarige leeftijd zonder enige financiële middelen aankwam.
In december 1992 werd een herdenking georganiseerd in Suriname. Ruim twintig nabestaanden, onder wie vader Edgar Wijngaarde, reisden af naar Suriname. Vader Wijngaarde stelde: "Als alles ordelijk verloopt, kan dit een deel van het trauma wegnemen."
In 1996 herinnerde de Nederlandse ministerie van Buitenlandse Zaken Hans van Mierlo de Surinaamse regering eraan dat er ook een Nederlander was vermoord tijdens de Decembermoorden en drong namens de familie aan op een onderzoek. Het duurde uiteindelijk tot 30 november 2007 totdat het proces tegen de verdachten van de Decembermoorden begon.
John Baboeram ·
Bram Behr ·
Cyrill Daal ·
Kenneth Gonçalves ·
Eddy Hoost ·
André Kamperveen ·
Gerard Leckie ·
Sugrim Oemrawsingh ·
Lesley Rahman ·
Soerinder Rambocus ·
Harold Riedewald ·
Jiwansingh Sheombar ·
Jozef Slagveer ·
Robby Sohansingh ·
Frank Wijngaarde